# 羔羊之歌
《羔羊之歌》是日本女性漫畫家冬目景創作的青年漫畫，於Schola漫畫雜誌《Comic Burger》1996年1月號開始連載，過程中經歷出版社更換和雜誌改名，最後於幻冬舍Comics漫畫雜誌《Comic Birz》2002年11月號完結，連載歷時6年，單行本全7冊。劇情講述高中生高城一砂自小由父親的友人養大，如今家族遺傳的吸血怪病在他身上發作，不知情的他從別離多年且同樣患病的姊姊千砂口中得知了真相；面對無法和平常人一樣生活的命運，無依無靠的兩人開始了離群索居的生活。
冬目在一開始就已將大部分的內容設想完畢，抱著陰沉負面的心情創作本作，並往著黑暗的發展前進。不過據冬目自述，黑暗的念頭在連載過程中有所改善，所以她最後為作品創造了還帶有一些希望的結局。本作在2001年至2004年間曾被改編為真人電影、廣播劇和動畫；幾年後一度有國際公司打算將本作搬上大銀幕，但最後不了了之。2002年，本作獲選為第6屆日本新媒體動漫藝術節漫畫部門的審查委員會推薦作品。

## 劇情大綱
迷失在羊群之中的狼，被寂寞的利齒撕裂自己身體。——開頭序言
我們不是躲在羊群裡的狼，而是天生就長著獠牙的羊。——高城千砂
高一生高城一砂幼時喪母，父親將他託付給友人江田夫婦後離去。如今除了偶爾夢到怪夢外，一砂過著正常的學校生活。然而在某一天，一砂在美術社看到暗戀的女同學八重樫葉手腕流血，產生異樣的感覺。此事讓一砂回想起家人的回憶，因此到從前與父母一起生活的老家走了一趟，結果遇到從小就沒有再見過面的姊姊高城千砂。
千砂告訴一砂，父親已經在半年前去世，並揭露父親將一砂交給他人扶養的原因：母親來自的高城家族有一種遺傳疾病，會讓患者有吸血的衝動和邪惡的情感，常讓人失去理智。兩人的母親因為這種病去世，千砂的症狀也顯露出來，父親判斷一砂沒有得病，所以將他送走。因為發病不可預期，一砂開始疏離周遭的人，包含江田夫婦和好友。他在和心儀的八重樫相處之時總是難以控制，最後是千砂割傷自己的手讓他喝血，一砂雖然抗拒，但還是接受了千砂如母親般的溫柔。之後一砂又一次發病時被八重樫發現，只好告訴她真相，逼她離開。
千砂因為身體虛弱而持續接受知道家族秘密的水無瀨醫生治療，兩人的談話揭露了千砂的過去。千砂在母親去世後與父親相依為命，父親讓她吸血，卻把她當成母親的替代品看待，千砂因此對父親感到愛恨交織。父親吞藥自殺後千砂一度想自殺，但如今神似父親的一砂登門求助讓她無法坐視不管，並效仿父親讓他喝血。在千砂的提議下，兩人住進老家，互相照顧。千砂將試圖關心一砂的八重樫拒於千里之外，表示只有自己能治療和保護一砂，而一砂和自小分開的千砂本來就沒有姊弟之情，自從喝了血之後對千砂有微妙的情感。
千砂承認有將一砂當成父親，但她不允許一砂將血給她喝，原因也是希望兩人不要重演父親與她的悲劇。然而在不喝血的情況下，千砂本來就虛弱的身體隨著服藥和噩夢導致的發病而更加不堪。一砂自認為越來越能穩定病情，開始回學校上課，但是和八重樫仍舊疏離。之後一砂又一次意外發病，八重樫找到躲起來的一砂，向他表白並自願讓他咬了脖子。自從咬了脖子後，一砂沒有再回學校，但八重樫已不再為等不到一砂而痛苦。
在千砂父親的護士風見的調查下，千砂想起噩夢的真相。母親當時飽受吸血病折磨，打算殺死千砂後再自殺。可是千砂本能地反抗，親手殺害了母親，事後封印了這段創傷般的記憶。而父親知道真相卻又照顧著千砂，最後才會崩潰自殺。發現真相後千砂變得自暴自棄，覺得父母的死都是她造成的。最後千砂拒絕住院，回到老家和一砂過完生命的最後一程。千砂將死之時坦白了對一砂超越親情的愛戀，而經過這段時間的相處，一砂在千砂和八重樫這兩位讓他喝過血的女性之間選擇了千砂，也將心意向她傾訴。一砂吞下父親自殺時用的同一種毒藥殉情。兩人被發現時，千砂已經去世，但一砂撿回了一命，只是失去這一年的記憶，忘了關於家族的所有事情，也忘了和千砂刻骨銘心的回憶。最後一砂回復到原本的生活，八重樫也陪著他迎接新的開始。

## 登場人物
高城一砂
聲優：關智一
就讀高中一年級，母親死後即被父親託付給朋友江田夫婦養育。國中起便開始暗戀同學八重樫葉，為了她加入學校美術部。在發病後擔心會傷害到別人而不敢去學校，搬回舊家與千砂同住，因為長得很像父親而被千砂當作父親的替代品。
高城千砂
聲優：林原惠、杉井咲子（幼年的千砂）
就讀高中二年級，一砂的亲生姐姐。是留著一頭長黑髮的美人，長得很像母親，為了父親在家中常著和服，被父親當作過世母親的替代品。由於很小就發病，被父親帶在身邊養育。天生心臟較弱，在服用抑制怪病病情的實驗性藥物後情況更加惡化。
八重樫葉
聲優：雪野五月
一砂的同學，是美術部部員，並打算報考美術大學。在知道一砂的怪病後依然喜歡一砂。
水無瀨
聲優：三木真一郎
負責治療千砂的醫生，比千砂大11歲，與千砂是青梅竹馬。小時患上嚴重的肺炎為千砂的父親所救，所以一直很敬愛他。水無瀬一直愛著千砂，為了治療她的病而成為醫生。左眼有一道傷痕，是在千砂7歲怪病發作時被劃傷的。
高城志砂
聲優：中原茂（廣播劇）
一砂與千砂的父親，本姓石倉，為一內科醫生。雖然知道高城家代代受怪病所擾，仍不顧家中反對入贅高城家。在妻子亡故後將兒子一砂託付友人江田，然後帶著已經發病的千砂搬至橫濱居住。最後服用毒藥自殺。
高城百子
聲優：井上喜久子
一砂與千砂的母親，於22歲發病，平時是個溫柔婉約的美人。於千砂3歲時過世。
江田新
聲優：小杉十郎太
高城志砂的高中好友，代為照料一砂，並有收養他的打算。不常向一砂提及其父親與姐姐，希望他能慢慢淡忘高城家的事。
江田夏子
聲優：佐佐木瑤子（OVA）、水谷優子（廣播劇）
江田新的妻子，年輕時以事業為重所以不想生孩子，後來想收養一砂當養子。
木之下
聲優：鈴村健一（OVA）
一砂自國中起就認識的好友。其兄長及姊姊於冬目景另一部漫畫《昨日之歌》中登場。
佐崎麻美
千砂的同學，個性明朗活潑，是千砂在學校唯一有較深入交往的朋友。
愛美
聲優：長澤美樹（OVA）
八重樫自國中起就認識的好友，也認識一砂，常替兩人製造機會。
風見忍布
高城醫院最後一任護士，暗戀高城志砂。在高城志砂死後積極調查其真正自殺原因。

## 創作過程

### 連載狀況
《羔羊之歌》於Schola旗下月刊《Comic Burger》的1996年1月号（1995年11月12日發售）開始連載，是雜誌版面換新後的第二波新連載，首話共有40頁加上卷頭彩頁。1996年3月號刊出第2話，1996年4月號起雜誌停刊，1996年7月號起改名為《Comic Birz》恢復出刊，《羔羊之歌》也從第3話開始繼續連載。1999年3月，因為出版社Schola破產，1999年5月號之後雜誌停刊，編輯部移至Sony Magazines，於1999年8月號起繼續出刊，《羔羊之歌》也繼續連載。2001年，因為Sony Magazine退出，2001年12月號之後雜誌再度停刊。編輯部移至幻冬舍子公司幻冬舍Comics，2002年1月號起繼續出刊。2002年11月號本作完結，連載總長達6年半:244。2002年12月號刊登完結紀念內容。
《羔羊之歌》在連載初期是每兩期刊登一話，也就是兩個月刊登一話，之後才改成每月推出。連載頻率變成一月一話後，冬目稱一話的篇幅大概是二十頁，有時會是三十頁；如果是三十頁的話就會把劇情拉長，只有二十頁的話則會更著重於要讓讀者覺得值得，進而修改故事。:246
繪製本作的過程中，冬目也同時兼顧其他雜誌的連載。冬目在連載期間的作息相當規律，幾乎每天都在工作:246。連載期間冬目搬了兩次家，因為忙著趕稿還暫時不能整理行李:246。連載過程中冬目請過四位助手:251。作品的Logo由一名叫若原的人設計:251。本作的周邊商品在製作前都會詢問過冬目:249。
在單行本做加筆花了冬目很多時間，如果時間允許的話她還想再多畫些東西，但單行本有頁數限制:246。最終話刊登後，冬目表示自己其實希望能再多花一點時間製作最終話，所以接下來會在出單行本的時候補足:244。

### 構思
冬目在和責任編輯（女）討論時提出「想描繪一部非常灰暗又無可救藥，而必須邁向毀滅的故事」，不料對方很爽快地同意了，冬目於是帶著些許不安開始連載:251。冬目提前敲定好故事的節奏和起伏:245，從連載開始到結束大致都如預期進行，倒數第二話具有衝擊力的最後一幕也在一開始就大概決定好:244。在連載過程中構想有膨脹，所以原本預定的故事是更短一些的:244。據冬目表示，連載的結局原定是無可救藥的結尾（兩人殉死），最後變成了多少還有點希望的收場（一砂生還並失憶）:251。
和式是本作的主題之一，冬目表示他早就想畫「會出現和式房子和和服」的「現代劇」。她也另有吸血鬼故事的構想，本作中他將日式的東西和吸血鬼元素融合。一般的吸血鬼故事通常會出現吸血畫面，冬目不希望落入此窠臼，於是盡可能避免，試圖摸索不同方面的「精神發洩」。單行本第四冊中一砂咬千砂脖子吸血的畫面並不在原本的預定中，不過冬目認為從整體來看此處應該是個高潮，所以還是覺得應該把吸血畫面畫出來。:245
冬目沒有特別喜歡哪個角色，稱每個角色都反映了她的某個部分:249。對於一砂和千砂的角色設計，冬目稱這兩人純粹是想像出來的角色。冬目表示她原本就想畫出像千砂這樣有著黑直長髮和鳳眼的水手服女孩，她對水手服情有獨鍾，覺得很可愛。:248千砂平時都穿著和服，冬目自己很喜歡穿也很喜歡畫和服:249。水無瀨醫生這個角色被冬目形容為「悲劇人物」:249。對於千砂在學校唯一的朋友佐崎，冬目將她設定成「與千砂正好相反，是個活潑開朗的人」，不過名字最一開始並沒有想到:249。一砂的朋友木之下有在談話中提到他的家人，他的家人在冬目的另一部連載《昨日之歌》當中登場:249。
本作的彩頁是以油畫方式繪製:246-247。冬目是美術大學油畫專攻畢業，八重樫畫油畫的相關劇情大多都是來自她的真實經歷:247。冬目最喜歡的一幕是單行本第一冊最後，千砂將手伸出來、向一砂說可以吸她的血。冬目認為這幕很有美國吸血鬼電影（1987年）的感覺:245。

## 出版書籍
因為連載雜誌的出版社兩度更換，本作的單行本共有三家出版社出版的版本，先後為Schola、Sony Magazines和幻冬舍Comics。Schola出版到第3冊時倒閉，Sony Magazines只出版到第5冊即換手，目前版權由幻冬舍Comics所有。在其他地區，本作的單行本已授權翻譯成中文、英文、德文、捷克文、俄文、法文、義大利文和韓文等多種語言。

### 單行本
Schola
| 卷數 | Schola（Schola SC） | Schola（Schola SC）   |
| 卷數 | 發售日期            | ISBN                  |
| ---- | ------------------- | --------------------- |
| 1    | 1997年1月           | ISBN 978-479629-703-5 |
| 2    | 1997年12月13日      | ISBN 978-479629-721-9 |
| 3    | 1998年12月10日      | ISBN 978-479629-750-9 |

Sony Magazines
| 卷數 | Sony Magazines（Birz Comics） | Sony Magazines（Birz Comics） | 東立出版社     | 東立出版社         |
| 卷數 | 發售日期                      | ISBN                          | 發售日期       | ISBN               |
| ---- | ----------------------------- | ----------------------------- | -------------- | ------------------ |
| 1    | 1999年8月28日                 | ISBN 9784789781480            | 2001年10月25日 | ISBN 957-731-973-4 |
| 2    | 1999年8月28日                 | ISBN 9784789781497            | 2002年1月20日  | ISBN 957-731-974-2 |
| 3    | 1999年8月28日                 | ISBN 9784789781503            | 2002年9月10日  | ISBN 986-11-0291-4 |
| 4    | 1999年12月17日                | ISBN 978-4789782159           | 不適用         | 不適用             |
| 5    | 2000年12月25日                | ISBN 9784789783231            | 不適用         | 不適用             |

幻冬舍Comics
| 卷數 | 幻冬舍Comics（Birz Comics） | 幻冬舍Comics（Birz Comics）                             | 東立出版社    | 東立出版社         |
| 卷數 | 發售日期                    | ISBN                                                    | 發售日期      | ISBN               |
| ---- | --------------------------- | ------------------------------------------------------- | ------------- | ------------------ |
| 1    | 2002年1月24日               | ISBN 978-4-344-80022-9                                  | 不適用        | 不適用             |
| 2    | 2002年1月24日               | ISBN 978-4-344-80023-6                                  | 不適用        | 不適用             |
| 3    | 2002年1月24日               | ISBN 978-4-344-80024-3                                  | 不適用        | 不適用             |
| 4    | 2002年1月24日               | ISBN 978-4-344-80025-0                                  | 2003年1月5日  | ISBN 986-11-1200-6 |
| 5    | 2002年1月24日               | ISBN 978-4-344-80026-7                                  | 2004年5月15日 | ISBN 986-11-4083-2 |
| 6    | 2002年1月24日               | ISBN 978-4-344-80015-1                                  | 2004年6月25日 | ISBN 986-11-4335-1 |
| 7    | 2003年2月24日               | ISBN 978-4-344-80198-1 ISBN 978-4-344-80197-4（限定版） | 2004年7月15日 | ISBN 986-11-4336-X |

### 收藏版
完全版
| 卷數 | 幻冬舍Comics   | 幻冬舍Comics           |
| 卷數 | 發售日期       | ISBN                   |
| ---- | -------------- | ---------------------- |
| 1    | 2003年12月31日 | ISBN 978-4-344-80348-0 |
| 2    | 2004年1月31日  | ISBN 978-4-344-80355-8 |
| 3    | 2004年1月31日  | ISBN 978-4-344-80361-9 |
| 4    | 2004年2月28日  | ISBN 978-4-344-80372-5 |
| 5    | 2004年2月28日  | ISBN 978-4-344-80373-2 |
| 6    | 2004年3月31日  | ISBN 978-4-344-80386-2 |
| 7    | 2004年3月31日  | ISBN 978-4-344-80387-9 |

文庫版
| 卷數 | 幻冬舍Comics   | 幻冬舍Comics           |
| 卷數 | 發售日期       | ISBN                   |
| ---- | -------------- | ---------------------- |
| 1    | 2009年10月23日 | ISBN 978-4-344-81795-1 |
| 2    | 2010年1月22日  | ISBN 978-4-344-81871-2 |
| 3    | 2010年4月23日  | ISBN 978-4-344-81950-4 |
| 4    | 2010年7月23日  | ISBN 978-4-344-82008-1 |

### 畫冊
- 《羔羊之歌 冬目景畫集》（羊のうた―冬目景画集）、Sony Magazines、2000年5月、ISBN 478971540X[55]
  - DELUXE版：Sony Magazines、2000年5月、ISBN 978-4-7897-1541-6[56]
  - 再版：《羔羊之歌 冬目景畫集》（冬目景画集「羊のうた」）、幻冬舍Comics、2003年3月31日、ISBN 978-4-344-80227-8[57]
- 《羔羊之歌畫記 冬目景畫集》（冬目景画集「羊のうた 絵顧録」）、幻冬舍Comics、2003年3月31日、ISBN 978-4-344-80226-1[58]
- 《羔羊之歌明信片集》（羊のうたポストカード）、幻冬舍Comics、2004年3月31日、ISBN 978-4-344-80394-7[59]

## 真人電影
改編真人電影《羔羊之歌》由花堂純次執導，也是他的電影導演出道作。男女主角一砂和千砂由兩位影壇新人小栗旬和加藤夏希飾演，八重樫由美波飾演。電影製作時原作尚未完結，劇情上有些許不同之處：八重堅在電影中將一砂的肖像畫給了他，且一砂並沒有跟著千砂殉死。

### 演員
- 高城千砂：加藤夏希[67]
- 高城一砂：小栗旬[67]
- 八重樫葉：美波[67]
- 水無瀬：鈴木一真（日语：鈴木一真）[67]
- 江田新：田中健[67]
- 江田夏子：水島暎子[67]
- 高城志砂：利重剛（日语：利重剛）[67]
- 高城百子：[67]

### 製作發展
伊藤表示，把《羔羊之歌》拍成電影的討論很早就出現了。導演花堂是從自己的小孩那裡得知《羔羊之歌》這部作品，覺得很有趣，進而想要拍電影版。花堂表示：「我很喜歡冬目筆下的圖畫和世界觀，因此我特別注意不要破壞掉這些。」冬目對本片的評論則是「我認為要把這部作品搬上大螢幕很困難，再說原作也還沒有完結。不過我希望電影版能成為不同於原作的另一部作品。」製作發表會於2001年6月在銀座舉辦，《Comic Birz》編輯長伊藤嘉彦、花堂純次、小栗旬、加藤夏希、美波出席現場，原作作者冬目景因為截稿日而未能前來。同年夏天，劇組於至日本长野县拍片，女主角加藤在當地待了一個月。本片的取景地包含須坂市、飯山市、長野市、上田市和中野市。
細部的取景地點包含須坂市的白藤交流館（ふれあい館しらふじ）、小坂神社和墨坂中學校，飯山市的長野電鐵木島站（現已廢棄），長野市的三輪和植木商店，上田市的高橋、矢出澤川河畔、故郷橋和浦野川河畔。高城家的日式住宅在白藤交流館拍攝。木島站在電影裡是離高城家最近的車站。中野市的信州中野站也是本片的取景地。
對於演員，花堂表示演員挑選相當困難。男主角高城一砂由小栗旬飾演，是他繼《幸福家庭計劃》（2000年）第二次出演電影，他在訪談中稱，要扮演普通高中生是最難的部分，所以他準備要和花堂討論。一砂的姊姊千砂由加藤夏樹飾演。加藤表示，在出外景的一個月期間，因為劇組成員都待在一塊，導演在晚上經常會召集大家一起討論和排練明天要拍的部分，是她以前沒有過的經驗。加藤曾在時代劇《暴坊將軍》中穿過一次和服，此次她要扮演的角色千砂習慣穿著和服，為此她將自己的浴衣帶到外景現場，穿了一個多月，即使是休息日也會穿在身上。她也學著表現出穿著和服的性感氣質。劇中千砂是一砂的姊姊，不過飾演一砂的小栗旬（約19歲）其實比飾演千砂的加藤（約16歲）年長。

### 上映
電影於2001年11月1日在第14屆東京國際電影節上映，入圍官方競賽單元。日本院線方面，製作發表會上先宣布於2002年陽春上映，最後定檔於2002年3月30日。

### 家庭媒體
| 標題         | 版本      | 發行商   | 發售日期      | 規格編號   |
| ------------ | --------- | -------- | ------------- | ---------- |
| 羔羊之歌（） | VHS       | -        | 2002年9月13日 | GRVE-35010 |
| 羔羊之歌（） | DVD       | KENMedia | 2002年9月25日 | GRVE-28010 |
| 羔羊之歌（） | DVD特別版 | KENMedia | 2007年7月27日 | KMVE-28064 |

## 廣播劇
2002年1月30日，文化放送宣布《羔羊之歌》的改編廣播劇將於同年2月10日起開播，並揭露參與陣容。廣播劇作為每週日節目《Radio HOTEL Entertainment》的一部分播出，每次10分鐘，共播出7次，會在3月底結束。廣播劇的劇本由真人版電影的導演花堂純次執筆，也是他第一次幫廣播劇編劇。廣播劇於2002年1月19日錄製完畢。根據其他配音員所說，聲演女主角的林原惠在演戲時曾稱自己頭痛並且脊椎彎曲，認為這是她投入角色的表現。文化放送數位事業局部長片寄好之表示，此次播放廣播劇《羔羊之歌》乃是作為該公司多媒體事業發展的一環。

### 聲優
- 高城千砂：林原惠[67]
- 高城一砂：關智一[67]
- 八重樫葉：雪乃五月[67]
- 水無瀨：三木真一郎[67]
- 江田新：小杉十郎太[67]
- 江田夏子：水谷優子[67]
- 高城志砂：中原茂[67]

### 發行
| 標題                   | 版本 | 發行商                    | 發售日期       | 規格編號  |
| ---------------------- | ---- | ------------------------- | -------------- | --------- |
| 羔羊之歌（）           | CD   | Inter Communications Inc. | 2002年7月20日  | INCD-3101 |
| 羔羊之歌--第二章--（羊のうた--第二章--） | CD   | Inter Communications Inc. | 2002年11月8日  | INCD-3102 |
| 羔羊之歌--最終章--（羊のうた--最終章--） | CD   | Inter Communications Inc. | 2003年12月25日 | INCD-3104 |

## 改編動畫
| 原作          | 冬目景（幻冬社Comics）                                 |
| 企劃 製作     | 成澤章 是安浩二                                        |
| 執行製作人    | 尾川匠                                                 |
| 製作人        | 相馬和彦 丸山正雄                                      |
| 音樂製作人    | 阿部信行                                               |
| 音樂          | 宮澤謙                                                 |
| 人物設計      | 瀨尾康博                                               |
| 作畫監督 原畫 | 深町明良（Project Team）                               |
| 原畫          | 青由鳥克己 羽根章悅 黃仁喆 Synod                       |
| 動畫          | Project Team 火鳥動畫 MSJ武藏野製作所                  |
| 色彩設計      | 歌川律子                                               |
| 美術監督      | 金村勝義                                               |
| 背景          | Studio Jack L-green 文成動畫                           |
| 攝影監督      | 佐藤陽一郎                                             |
| 剪輯          | 古川雅士                                               |
| 音響監督      | 藤山房伸                                               |
| 音響製作      | 神南錄音室                                             |
| 動畫製作      | MADHOUSE                                               |
| 製作協力      | Group Tac                                              |
| 協力          | 幻冬社Comics                                           |
| 監督 腳本     | 杉井儀三郎                                             |
| 製作          | 《羔羊之歌》製作委員會 （ケングルーヴ、Inter Communications Inc.） |

改編動畫《羔羊之歌》以原創動畫錄影帶（OVA）的形式製作，動畫由MADHOUSE負責，全4話，於2003年至2004年間發行。聲優陣容多數沿用廣播劇班底。結局與漫畫稍有不同，至漫畫第46話的劇情（一砂選擇殉情）即結束。

### 聲優
- 高城千砂：林原惠[85]
- 高城一砂：關智一[85]
- 八重樫葉：雪乃五月[85]
- 江田新：小杉十郎太[85]
- 江田夏子：佐佐木瑤子（日语：佐々木瑶子）[85]
- 水無瀨：三木真一郎[85]
- 高城百子：井上喜久子[85]
- 年幼的千砂：杉井咲子[85]
- 高城志砂：中原茂[85]
- 木之下：鈴村健一[85]
- 愛美：長澤美樹[85]
- 校長：小形滿[85]

### 動畫製作
相馬和彦向動畫公司MADHOUSE社長丸山正雄提出製作企劃時，最初遭到否決，後來才得到許可。OVA企劃於2001年左右開始進行。相馬和監督杉井儀三郎有過多次合作經驗，但通常是以系列構成和編劇的身分，此次則是擔任製作人的角色。因為此次製作有MADHOUSE、Group Tac和監督杉井等多方人馬參與，Scrum相當穩固，所以相馬自稱他最重要的工作就是徹底執行「專業的事由專業的人來做」的規矩。
OVA的作畫監督由深町明良擔任。對於主角的部分，深町喜歡後篇中段的浪漫戲，表示這部分沒有會令人明顯反感的畫面，而是讓人有種在看一些不該看的東西的感覺，而他認為這就是監督杉井的演出風格。美術監督金村勝義表示，他最喜歡的部分是作品的氛圍。金村希望作品的整題色調是灰色，但也要有某部分的顏色能給人強烈的感覺。因為紅色使人想到血的顏色，所以金村便將紅色用在重要環節。開頭八重樫畫的紅色油畫也能引發同樣聯想，不過金村想到紅色月亮正好和吸血鬼有關，覺得效果不錯便向杉井提議。他認為紅月的安排成功醞釀出有什麼事情要發生的意象。
動畫的色彩設計和色指定由歌川律子擔任。歌川表示本作的角色比較少，所以這項工作對他來說並不困難。不過因為歌川在製作尾聲出了車禍傷到肩膀，不得不退出製作，所以色指定一職最後掛名的是千葉智子。攝影監督佐藤陽一郎表示，攝影部門還要額外負責做大量的描圖和彩繪作業；他們對這些工作並不熟練，是很辛苦的一段時間。動畫中出現的電車、汽車和櫻花瓣是以CG呈現，佐藤表示，要讓這些CG的動態感和質感與畫面相稱十分辛苦。

### 主題曲
片尾曲〈Destiny ～宿命～〉
作詞：野田禮子；作曲・編曲：高橋哲也；演唱：千砂&一砂（林原惠&關智一）

### 發行
本篇
| 標題                   | 版本      | 發行商   | 發售日期       | 規格編號   | 封面角色           |
| ---------------------- | --------- | -------- | -------------- | ---------- | ------------------ |
| 羔羊之歌--第1章--（羊のうた--第1章--）  | DVD通常版 | KENMedia | 2003年5月25日  | GSTN-29081 | 高城千砂           |
| 羔羊之歌--第2章--（羊のうた--第2章--）  | DVD通常版 | KENMedia | 2003年8月25日  | GSTN-29082 | 八重樫葉           |
| 羔羊之歌--第3章--（羊のうた--第3章--）  | DVD通常版 | KENMedia | 2003年11月25日 | GSTN-29083 | 高城一砂、高城千砂 |
| 羔羊之歌--最終章--（羊のうた--最終章--） | DVD通常版 | KENMedia | 2004年2月25日  | GSTN-29084 | 高城一砂、高城千砂 |

SPECIAL BOX
由監督杉井儀三郎將4卷OVA的內容重新剪輯成上下兩卷。
| 標題                     | 發行商                    | 發售日期       | 規格編號  | 收錄內容 |
| ------------------------ | ------------------------- | -------------- | --------- | --- |
| 羔羊之歌 盒裝紀念版 （羊のうた MEMORIAL BOX） | Inter Communications Inc. | 2004年12月10日 | INDV-4102 | - 動畫DVD（前篇・後篇） - 動畫原聲帶CD - 廣播劇CD（第一章・第二章・最終章） - 特典映像DVD ～『羔羊之歌』感謝祭活動～（『羊のうた』感謝祭イベント） |

原聲帶
| 標題                    | 版本 | 發行商   | 發售日期       | 規格編號   | 收錄內容 |
| ----------------------- | ---- | -------- | -------------- | ---------- | --- |
| 羔羊之歌動畫原聲帶 （羊のうた オリジナルアニメーション サウンドトラック） | CD   | KENMedia | 2003年12月25日 | GSTN-80005 | 全16曲 1. 主題曲・Destiny ～宿命～（主題歌・Ｄｅｓｔｉｎｙ～宿命～） 2. 緊張（） 3. 前兆（） 4. 動脈（） 5. 愛慕之心（恋心） 6. 葉的主題曲（葉のテーマ） 7. 平靜（） 8. 平穩（） 9. 夜晚的氣息（夜気） 10. 千砂的主題曲（千砂のテーマ） 11. 命運（） 12. 動搖（） 13. 發作（） 14. 主題曲・Destiny ～宿命～千砂ver.（主題歌・Ｄｅｓｔｉｎｙ～宿命～千砂バージョン） 15. 主題曲・Destiny ～宿命～一砂ver.（主題歌・Ｄｅｓｔｉｎｙ～宿命～一砂バージョン） 16. 主題曲・Destiny ～宿命～伴唱版（主題歌・Ｄｅｓｔｉｎｙ～宿命～カラオケ） |

## 國際版電影
2006年10月14日，《羔羊之歌》在北美地區的代理商TOKYOPOP宣布取得該作的國際版真人電影改編權。該公司是第一次表態製作真人電影，製作人由CEO史都華·J·李維擔任。李維計畫找好萊塢編劇執筆劇本，導演由日本人擔任，演員用西歐人，並選在東歐拍片，屬於東方和西方合作的企劃。更進一步的資訊於同月底的第19屆東京國際電影節上公開，李維表示，雖然很多美國導演有意願，不過他能斷言導演一定是由日本人擔任。電影將於羅馬尼亞取景。
2008年3月，李維正在與日本最大的幾家電影公司洽談，並宣布該片的片名為《Love Like Blood》，片長預定120分鐘。該片將製成3D電影，並透過綠幕技術得以在視覺效果上有更大空間，預算暫定要在600萬美元以下。導演由秋山貴彥擔任，主要演員正在商談當中，女主角確定由日本女演員飾演。根據透露，本片的劇情經過改編，講述些微貧血的高中男孩布雷克·愛德華（Blake Edwards）邂逅美麗的女孩吉拉（Jira），兩人的關係愈演愈烈而且血腥，最後會有一場轉折。至2008年10月時已有海報釋出，此時劇組尚在進行前期製作。本片是李維繼《Van Von Hunter》之後的第二部電影作品。2011年4月，TOKYOPOP退出美國，但電影部門依舊保持運作。電影的官網目前已無法瀏覽，也沒有進一步的相關消息。

## 迴響與評析
2002年，《羔羊之歌》獲選為第6屆日本新媒體動漫藝術節漫畫部門的審查委員會推薦作品。銷量方面，該作的單行本曾登上書泉Bookmart的每月銷量榜，第五卷在2001年1月排名第四，第六卷在2002年2月排名第四，第七卷在2003年2月排名第十。
THEM動畫評論網的黛安娜·蒂烏（Diane Tiu）在針對《羔羊之歌》OVA的評論中，稱該作讓她最感煩躁的部分在於拖泥帶水的情節。她認為這個故事本來可以很有趣，但作者將重點放在「焦慮」上，讓劇情大幅退化，並表示無法理解為何作中角色非得自我孤立並且提出自殘行為。對於品質，蒂烏認為OVA的作畫良莠不齊、音樂很搭可是印象不深刻。她給予OVA版3顆星（滿分5顆）的評價，但只是看在聲優的良好表現凝聚了整齣戲的份上。
廣播劇的聲優小杉十郎太在訪談中表示：「製作廣播劇前，我把原作的單行本看到第5冊。這部作品讓我開始想，我有沒有如此思考過關於親人和兄弟的事情？不過這部作品實在沉重得很。」文化放送數位事業局部長片寄好之則稱：「《羔羊之歌》是一部十分優秀的作品，令人思考起人與人之間的關係。」《民生報》的編輯麥若愚和林承樺撰文稱，真人電影版「以黑色詭異的基調，探討青少年自我身分認同的議題」，並稱讚導演花堂純次的表現，認為「畫面漂亮乾淨，氣氛營造不錯」。
《羔羊之歌》的美國代理商TOKYOPOP在新聞稿中稱：「（……）《羔羊之歌》的劇情圍繞著一名男子在身心上受到的折磨，他發現自己受到家族遺傳病的詛咒而渴望血液。《羔羊之歌》是對青少年社會異化、扭曲性慾和精神錯亂的隱喻，絕佳地呈現一齣心理恐怖劇。」《民生報》的編輯麥若愚和林承樺指出，《羔羊之歌》的劇情中有亂倫的元素，蒂烏則認為，作品中對一砂和千砂這對姊弟的關係描寫可能引發部分讀者的反對。

## 備註
1. ↑  原文：
2. ↑  一砂喝下毒藥後倒在千砂身旁。
3. ↑  台灣曾譯為「羊之輓歌」[61]
4. ↑  原文：
5. ↑  原文：
6. ↑  原文：-{Lament
of the Lamb follows the physical and mental torment of a man who discovers that he is cursed with a hereditary disease that makes him crave blood. A metaphor
for teenage alienation, twisted sexual desire and insanity, Lament of the Lamb presents psychological horror at its best.}-

## 外部連結
- 羊のうた（真人電影官網）的存檔，存档日期2007-02-04.
- 羊のうた（動畫版官網）的存檔，存档日期2004-12-04.